# Pro Murena
Pro Murena è l'orazione che Cicerone pronunziò nel processo intentato contro il console eletto, nonché amico, Lucio Licinio Murena, tenutosi durante l'inverno del 63 a.C.
Licinio Murena, in occasione della campagna elettorale per il consolato del 62 a.C., era stato accusato dal rivale Servio Sulpicio Rufo di brogli. Quest'ultimo si era appellato proprio a quella Lex Tullia de ambitu, di cui Cicerone si era fatto promotore e che prevedeva un duro inasprimento delle pene a danno di chi fosse stato accusato di brogli elettorali. In conseguenza di ciò, ancora di più Cicerone, che tra l'altro aveva personalmente proclamato console l'accusato, sentì di perorare la causa di Murena, dimostrando che la Lex Tullia non era stata violata dal suo assistito.
I capi di accusa, puntualmente confutati dall'Arpinate erano tre: immoralità, scorrettezze nella competizione elettorale e presunti brogli. 
A sostenere le accuse era anche Catone il Giovane, che aveva ereditato lo stesso rigore del bisnonno Catone il Censore.
Il processo si concluse con la completa assoluzione di Murena.